# Heidi (serie animata 2015)
Heidi è una serie animata franco-australiana, creata in computer grafica, co-prodotta dallo Studio 100 remake dell'omonimo anime del 1974. Questo è il terzo dei classici animati giapponesi dagli anni settanta, dopo L'ape Maia e Vicky il vichingo, che lo studio di animazione fiammingo Studio 100 ha riproposto in computer grafica. La serie è stata trasmessa in origine sul network francese TF1 dall'11 gennaio 2015.
In Italia è stata trasmessa sulla rete per bambini Rai Yoyo a partire dall'8 giugno 2015, mentre dall'episodio 40 è Rai Gulp a trasmettere in prima visione. Alla serie si aggiungono due speciali Finalmente è Primavera e Giochi d'Inverno dove personaggi ed ambienti sono riprodotti con l'aspetto tipico dei giocattoli Playmobil.

## Trama
Heidi è una bambina orfana che abita con la zia materna Dete. Un giorno la zia per problemi di lavoro è costretta a portare la bambina a vivere con il nonno, che abita nei pressi del villaggio di Dorfli in Svizzera non lontano da Maienfeld. "Il vecchio dell'alpe", come viene chiamato dagli abitanti del villaggio, è solitario e brontolone e non accetta di buon grado la cosa, ma col passare del tempo Heidi con la sua simpatia ed innocenza, riuscirà a conquistare il suo cuore.
Da quel giorno la bambina passerà la vita nei pascoli di montagna, aiutando il pastorello Peter a far pascolare le capre. In seguito trasferitasi a Francoforte, conoscerà Clara, una ragazzina di città immobilizzata su una sedia a rotelle, che diventerà una sua grande amica.

## Episodi
| N° | Titolo originale       | Titolo italiano               | Prima TV originale | Prima TV Italia   |
| -- | ---------------------- | ----------------------------- | ------------------ | ----------------- |
| 1  | Grand-père             | Verso le montagne             | 11 gennaio 2015    | 8 giugno 2015     |
| 2  | Dans les alpages       | Primo giorno sui prati        | 2015               | 9 giugno 2015     |
| 3  | Le défi                | Sfida fino alla vetta         | 2015               | 10 giugno 2015    |
| 4  | Sauver Pilou           | Salviamo Cip!                 | 2015               | 11 giugno 2015    |
| 5  | Le pacte               | La casa sull'albero           | 2015               | 12 giugno 2015    |
| 6  | Une nuit dehors        | Una notte fuori casa          | 2015               | 13 giugno 2015    |
| 7  | Le vol du pain         | La pagnotta rubata            | 2015               | 14 giugno 2015    |
| 8  | Le manoir              | La casa stregata              | 2015               | 15 giugno 2015    |
| 9  | Au loup!               | Attenti al lupo!              | 2015               | 16 giugno 2015    |
| 10 | Le trésor de Peter     | Il tesoro                     | 2015               | 17 giugno 2015    |
| 11 | L'attaque de la cabane | Attacco alla casa sull'albero | 2015               | 18 giugno 2015    |
| 12 | Mignonne               | Una capretta da salvare       | 2015               | 19 giugno 2015    |
| 13 | La fin du printemps    | La fine della primavera       | 2015               | 20 giugno 2015    |
| 14 | Clara                  | A casa di Clara               | 2015               | 14 settembre 2015 |
| 15 | Le clocher             | In cima al campanile          | 2015               | 15 settembre 2015 |
| 16 | La promesse            | Una promessa                  | 2015               | 16 settembre 2015 |
| 17 | Monsieur Sesemann      | Un ritorno a sorpresa         | 2015               | 17 settembre 2015 |
| 18 | Les leçons             | Una dura scuola               | 2015               | 18 settembre 2015 |
| 19 | Le spectacle           | La recita                     | 2015               | 19 settembre 2015 |
| 20 | Sortie au parc         | Gita al parco                 | 2015               | 20 settembre 2015 |
| 21 | Clara debout           | La conquista di Clara         | 2015               | 21 settembre 2015 |
| 22 | Les biquettes          | Caprette in città             | 2015               | 22 settembre 2015 |
| 23 | La démission           | Lettera di addio              | 2015               | 23 settembre 2015 |
| 24 | Dans l'arbre           | Un rifugio sicuro             | 2015               | 24 settembre 2015 |
| 25 | Le fantôme             | Un fantasma in casa           | 2015               | 25 settembre 2015 |
| 26 | La lettre              | Lettera al nonno              | 2015               | 26 settembre 2015 |
| 27 | Retour à Dörfli        | Il ritorno di Heidi           | 2015               | 27 settembre 2015 |
| 28 | Une naissance          | Una nuova capretta            | 2015               | 28 settembre 2015 |
| 29 | La fugue               | La scultura di legno          | 2015               | 29 settembre 2015 |
| 30 | La broche              | Una spilla preziosa           | 2015               | 30 settembre 2015 |
| 31 | L'examen               | Il compito in classe          | 2015               | 1º ottobre 2015   |
| 32 | La chasse au trésor    | La caccia al tesoro           | 2015               | 2 ottobre 2015    |
| 33 | L'arrivée de Clara     | Clara e le caprette           | 2015               | 3 ottobre 2015    |
| 34 | L'orage                | Il temporale                  | 2015               | 4 ottobre 2015    |
| 35 | Le pont du diable      | Il ponte del diavolo          | 2015               | 5 ottobre 2015    |
| 36 | Friedrich              | Vecchi ricordi                | 2015               | 6 ottobre 2015    |
| 37 | Le fauteuil            | Primi passi                   | 2015               | 7 ottobre 2015    |
| 38 | Le pardon              | Il perdono                    | 2015               | 8 ottobre 2015    |
| 39 | L'edelweiss            | Edelweiss, la stella alpina   | 6 aprile 2015      | 9 ottobre 2015    |
| 40 | Ma meilleure Amie      | La mia migliore amica         |                    | 24 dicembre 2019  |
| 41 | Adieu Blanchette       | Addio, Bianchina!             |                    | 24 dicembre 2019  |
| 42 | Rico                   | Rico                          |                    | 25 dicembre 2019  |
| 43 | La randonnée           | La scalata                    |                    | 25 dicembre 2019  |
| 44 | Le concours            | Il gran concorso              |                    | 26 dicembre 2019  |
| 45 | Le secret de Brigitte  | Il segreto di Brigida         |                    | 26 dicembre 2019  |
| 46 | Le violon              | Il violino                    |                    | 27 dicembre 2019  |
| 47 | Francesco              | Come una famiglia             |                    | 27 dicembre 2019  |
| 48 | La montre              | L'orologio                    |                    | 28 dicembre 2019  |
| 49 | Le résolution          | Una saggia decisione          |                    | 28 dicembre 2019  |
| 50 | Le choix               | La scelta giusta              |                    | 30 dicembre 2019  |
| 51 | L'opération            | L'operazione                  |                    | 30 dicembre 2019  |
| 52 | La dame en rouge       | La signora in rosso           |                    | 31 dicembre 2019  |
| 53 | Histoires d'amour      | Elisir d'amore                |                    | 31 dicembre 2019  |
| 54 | L'announce du marriage | Nozze in arrivo               |                    | 1 gennaio 2020    |
| 55 | Retrouvailles          | L'incontro                    |                    | 1 gennaio 2020    |
| 56 | L'heure de vérité      | Questione di tempo            |                    | 2 gennaio 2020    |
| 57 | Au pied du sapin       | Sotto l'albero                |                    | 2 gennaio 2020    |
| 58 | Le chalet              | La baita                      |                    | 3 gennaio 2020    |
| 59 | La montagne en danger  | La montagna in pericolo       |                    | 3 gennaio 2020    |
| 60 | L'accident             | L'incidente                   |                    | 4 gennaio 2020    |
| 61 | Le wolpertinger        | Il wolpertinger               |                    | 4 gennaio 2020    |
| 62 | Anna                   | Nonna Anna                    |                    | 6 gennaio 2020    |
| 63 | Les ruches             | Peter apicoltore              |                    | 6 gennaio 2020    |
| 64 | Un coup dur            | Un duro colpo                 |                    | 7 gennaio 2020    |
| 65 | Un choix difficile     | Una scelta difficile          |                    | 7 gennaio 2020    |

## Personaggi
- Adelaide "Heidi" Meier (stagioni 1-2): è una bambina di 7 anni all'inizio della prima stagione e 11 alla fine della seconda stagione. Ama le montagne, Peter, le capre e suo nonno infatti, quando è a Francoforte, è molto triste a causa della mancanza di tutto quello detto in precedenza. Inoltre, Heidi è la migliore amica di Clara ma purtroppo viene rimbrottata incessantemente dalla signora Rottenmeier.
- Clara Sesemann (stagioni 1-2): l'amica di Francoforte di Heidi. Ha 4 anni in più di quest'ultima, bloccata sulla sedia a rotelle a causa della poliomielite fin da piccola, per il trauma della morte della madre nel 1881. È generosa, simpatica e la migliore amica di Heidi, grazie al suo aiuto alla fine della prima stagione riesce a camminare.
- Peter Bendorf (stagioni 1-2): è il pastorello di Dorfli che si occupa di tutte le capre del villaggio, ha 4 anni in più di Heidi ed è molto affezionato a lei, nella prima stagione ha dimostrato la sua gelosia ad Heidi a causa dell'arrivo di Clara, nella seconda si dimostrerà geloso di Rico temendo che possa prendere il suo posto come pastore.
- Rico Anfred (stagione 2): amico italiano (francese nell'edizione italiana) di Heidi. Proviene dalla Puglia diretto in patria, si fermerà a Dorfli per attendere il padre. Ha 7 anni. Arrivato il padre resteranno li a Dorfli per sempre.
- Ernst Meier (stagioni 1-2): è il nonno paterno di Heidi, abile falegname ma in realtà sa fare di tutto, si è ritirato a vivere in baita dopo la morte del figlio e della nuora e per contrasti con gli abitanti del villaggio. Anche se a volte è molto severo, vuole molto bene ad Heidi. Viene da tutti chiamato il "Vecchio dell'Alpe". Solo in seguito scopriremo il suo vero nome.
- Anna Meier / Alice Di Borgo, (stagione 2): è la nonna paterna di Heidi, data dispersa in mare a Salerno vent'anni prima. Incontrata dal nonno nel parco a Francoforte e poi rintracciata da Heidi, ha perso ogni ricordo di prima dell'incidente.
- Tobias Meier (stagioni 1-2): padre di Heidi morto per un incidente sul lavoro quando lei era molto piccola, il 23 agosto. Compare spesso nei ricordi del nonno e poi nelle foto di famiglia con la moglie.
- Adelaide (stagioni 1-2): madre di Heidi morta di crepacuore poco dopo il marito, sorella maggiore di Dete alla quale ha affidato la figlia.
- Dete (stagioni 1-2): zia materna di Heidi, sorella minore della madre Adelaide. All'inizio della prima stagione porta Heidi dal nonno perché ha trovato un lavoro a Francoforte, ma poi ritorna nelle montagne per riprendersi Heidi anche perché non è mai andata a scuola. Non ha un rapporto buono con il nonno dall'epoca della morte di Tobias ma poi faranno pace. Si fidanzerà con Sebastiano nel corso della prima stagione.
- Rudi (stagioni 1-2): è il suonatore di organetto che Heidi incontra in strada a Francoforte. Diventa amico prima di Heidi e poi anche di Clara, aiutandole in molte occasioni.
- Karl Traber (stagione 1): leader del trio di monelli e figlio del maestro del paese, migliore amico di Teresa e compagno di scuola di Peter, Teresa, Heidi e Thomas. Colleziona fossili e insetti. Era solito chiamare Peter con il nomignolo "caprone", finché questi non gli salva la vita e diventano amici.
- Teresa Keller (stagioni 1-2): è una bambina molto infida e si trova nella stessa scuola di Peter. Il suo migliore amico è Karl ed insieme a lui e Thomas formano un trio e pianificano qualcosa di dispettoso nei confronti di Heidi e Peter, ma viene sconfitta insieme a Karl e Thomas.
- Thomas (stagioni 1-2): il più piccolo del trio di monelli, compagno di scuola e amico di Teresa e Karl. Ha la stessa età di Heidi. È ingenuo e sempre affamato. Meno cattivello degli altri, partecipa alle marachelle più per curiosità e per ottenere cibo che per vera malizia, infatti sembra essere sempre concentrato sul cibo e sull’attività del mangiare, piuttosto che fare dispetti direttamente a Heidi e Peter.
- Brigida (stagioni 1-2): madre di Peter, nella seconda stagione conoscerà nuovamente il suo compagno.
- Anton Bendorf (stagione 2) padre di Peter, era un orologiaio di Francoforte giunto a Dorfli per lavoro.
- Susan (stagioni 1-2): nonna materna di Peter e madre di Brigida, ha perso la vista a causa della vecchiaia, conoscitrice delle erbe medicali. Vuole molto bene ad Heidi.
- Ioan Keller (stagioni 1-2): è il padre di Teresa. Al contrario della moglie è più mite e spesso non si ribella alle sue intemperanze.
- Alda Keller (stagioni 1-2): è la madre di Teresa, altezzosa, prepotente e materialista, rispetto alla figlia ha un carattere molto cattivo e perfido. Lavora nell'unico negozio di beni commestibili del paese. Suo marito Ioan si ribellerà ai suoi modi solo verso fine serie.
- Hans (stagioni 1-2): è il padre di Thomas, fabbro del villaggio, amico del nonno di Heidi.
- Barbel (stagioni 1-2): è la madre di Thomas e moglie di Hans, personaggio anche del romanzo. Spesso si interessa dei fatti altrui.
- Maestro Traber (stagioni 1-2): padre di Karl e maestro del villaggio. Da Peter è chiamato "domatore di bambini". In realtà sa essere comprensivo oltre che severo all'occorrenza, la sua cultura lo porta ad avere una mentalità aperta ed innovativa. Si trasferirà a Maienfield con il figlio verso la fine della prima stagione per tornare a Dorfli nella seconda però senza il figlio.
- Maestro Bakker (stagione 1): istitutore di Clara e poi anche di Heidi durante la sua permanenza a Francoforte. Verrà licenziato dalla signora Sesemann per i suoi discutibili metodi didattici.
- Vera Rottenmeier (stagioni 1-2): è la governante di Clara, non sopporta i gatti e gli animali in genere, è molto brusca anche se viene spesso rimbrottata da Heidi che dice di non chiamarsi Adelaide in tutti i modi ma vuole molto bene a Clara e Heidi, si rivelerà una persona che sa cavarsela in molte situazioni.
- Friedrich Sesemann (stagioni 1-2): è il padre di Clara ricco commerciante ed il marito di Constance, sempre in viaggio per lavoro, si affeziona ad Heidi come se fosse una seconda figlia e manifesterà l'intenzione di adottarla.
- Signora Sesemann (stagioni 1-2): nonna paterna di Clara, si affezionerà immediatamente ad Heidi. Personaggio importantissimo nella prima stagione, nella seconda compare solo all'inizio.
- Constance Sesemann (stagioni 1-2): moglie di Friedrich e madre di Clara, ballerina classica deceduta alcuni anni prima. Dopo la sua morte Clara aveva smesso di camminare. Viene ricordata soprattutto nella seconda stagione quando il padre di Clara vuole risposarsi.
- Mr. Dinkelmann (stagione 1): notaio convocato dal sig. Sesemann per redigere la pratica di adozione di Heidi, frettoloso di concludere e incassare la parcella.
- Dr. Beckmann (stagioni 1-2): medico amico del padre di Clara, segue la ragazzina da sempre. Nella prima stagione ha un ruolo più marginale che nella equivalente serie giapponese e seguirà principalmente i malesseri delle bambine, nella seconda curerà anche il nonno.
- Sebastiano (stagioni 1-2): maggiordomo di casa Sesemann. Diventerà amico di Heidi e si fidanzerà con Dete.
- Henry Mason (stagione 2): misterioso turista inglese che giunge a Dorfli con l’obiettivo di scalare la Cima Bianca malgrado non abbia nessuna esperienza alpinistica, ma le sue vere intenzioni sono altre e poco oneste.
- Francesco Anfred (stagione 2): padre di Rico. Giunto anch'egli a Dorfli, dopo una iniziale intenzione di proseguire per Marsiglia con il figlio, deciderà di fermarsi ospite per l'inverno nella casa in paese del nonno di Heidi. Prenderà poi casa propria. Nelle ultime puntate pare avvicinarsi alla madre di Peter ma la storia non viene più sviluppata.

## Doppiaggio
Il doppiaggio italiano è stato effettuato presso lo studio SAMPLE srl di Roma sotto la direzione di Alessio Pelicella.
| Personaggio         | Doppiatore francese | Doppiatore inglese | Doppiatore italiano |
| ------------------- | ------------------- | ------------------ | ------------------- |
| Heidi               | Emmylou Homs        | Monique Hore       | Monica Volpe        |
| Peter               | Evelyne Grandjean   | Nicole Shostak     | Alessio De Filippis |
| Ernst Meier (Nonno) | Benoît Allemane     | Peter McAllum      | Toni Orlandi        |
| Clara Sesemann      | Lucille Boudonnat   | Sophia Morrison    | Giulia Tarquini     |
| Signora Rottenmeier | Vanina Pradier      | Beth Armstrong     | Deborah Ciccorelli  |
| Rico Anfred         | ?                   | ?                  | Manuel Meli         |
| Voce narrante       | Nathalie Homs       | Tess Meyer         | Luca Biagini        |

## Trasmissioni internazionali
| Paese          | Rete televisiva    | Data di emissione | Note                        |
| -------------- | ------------------ | ----------------- | --------------------------- |
| Francia        | TF1                | 11 gennaio 2015   | [ 6 ] [ 7 ]                 |
| Germania       | ZDF                | 6 aprile 2015     | [ 8 ] [ 9 ] [ 10 ]          |
| Germania       | KiKA               | 11 aprile 2015    | [ 11 ]                      |
| Austria        | ORF                | 13 aprile 2015    | [ 12 ] [ 13 ]               |
| Ungheria       | Minimax            | 16 maggio 2015    | [ 14 ]                      |
| Spagna         | Clan               | 18 maggio 2015    | [ 15 ] [ 16 ]               |
| Spagna         | Canal Panda        | 30 marzo 2015     | [ 17 ] [ 18 ]               |
| Portogallo     | Canal Panda        | 1º giugno 2015    | [ 19 ] [ 20 ] [ 21 ] [ 22 ] |
| Italia         | Rai Yoyo, Rai Gulp | 8 giugno 2015     | [ 5 ]                       |
| Brasile        | Disney Channel     | 31 agosto 2015    | [ 23 ]                      |
| America Latina | Disney Channel     | 31 agosto 2015    | [ 24 ] [ 25 ]               |
| Norvegia       | NRK Super          |                   | [ 26 ]                      |